# Kulbomsförband

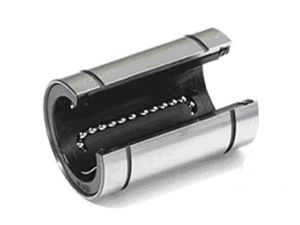
Kulbomsförband

Kulbomsförband (kulbomförbands lager) är en speciell typ av linjärrörelselager som används för att ge en nästan friktionslös linjärrörelse och på samma gång göra överföring av vridmoment möjlig. Räfflor längs skaftet (vilket formar splines) recirkulerar lagerkulorna på insidan. Det utvändliga skalet innehåller kulor som kallas för mutter snarare än glidlager, men det är inte en mutter i den traditionella meningen; då den inte är fri att rotera runt skaftet, utan rör sig upp och ner längs skaftet.